# Staffan Burenstam Linder
Hans Martin Staffan Burenstam Linder (ur. 13 września 1931 w Norbergu, zm. 22 lipca 2000 w Djursholmie) – szwedzki ekonomista, profesor, polityk, parlamentarzysta krajowy, minister, od 1995 do 2000 poseł do Parlamentu Europejskiego.

## Życiorys
Uczeń późniejszego noblisty Bertila Ohlina. Na początku lat 60. uzyskał stopień naukowy doktora w zakresie ekonomii. W pracy naukowej specjalizował się w teorii handlu międzynarodowego. Zawodowo pozostawał związany z Wyższą Szkołą Handlową w Sztokholmie. Był profesorem tej uczelni, a w latach 1986–1995 pełnił funkcję jej rektora.
Zaangażował się jednocześnie w działalność polityczną w ramach Umiarkowanej Partii Koalicyjnej. W latach 1969–1986 sprawował mandat posła do Riksdagu. Od 1976 do 1978 i od 1979 do 1981 zajmował stanowisko ministra handlu.
Po akcesie Szwecji do Unii Europejskiej w pierwszych wyborach powszechnych w 1995 został wybrany do Europarlamentu. W 1999 z powodzeniem ubiegał się o reelekcję. Należał do grupy chadeckiej (od 1996 do 1999 jako jej wiceprzewodniczący), pracował m.in. w Komisji ds. Gospodarczych i Walutowych. Z mandatu europosła zrezygnował w kwietniu 2000, zmarł trzy miesiące później.

## Publikacje
- 1961: An Essay on Trade and Transformation
- 1965: Trade and Trade Policy for Development
- 1969: Den rastlösa välfärdsmänniskan
- 1970: Statsmakt eller maktstat?
- 1983: Den hjärtlösa välfärdsstaten
- 1986: Den nya Nya Världen